# شريك أباد (هشيوار)
شريك أباد (بالفارسية: شریک‌آباد) هي قرية تقع في إيران في البلدة المركزية.